# 1809

## أحداث
- تأسيس مدينة فلوريدا، أوروغواي [الإنجليزية] وتقع حاليا في الأوروغواي.
- 2 مارس: تأسيس مدينة أوبيرابا وتقع حاليا في البرازيل.
- نهاية الحرب الأنجلو-عثمانية في 1809 والتي بدأت في 1807.

### أغسطس
- 10 أغسطس - الاكوادور تستقل عن إسبانيا.

### نوفمبر
- 17 نوفمبر - البريطانيون يهجمون على معقل القواسم في رأس الخيمة، وبدء الحملة البريطانية الثانية.

## مواليد
- إدغار آلان بو
- تشارلز داروين
- فيلكس مندلسون
- كارل كريستيان نادلر
- كيت كارسون
- نيقولاي غوغول
- وليام غلادستون
- محمد العبد الله القاضي
- 4 يناير - لويس بريل مخترع طريقة بريل لقراءة المكفوفين.
- 12 فبراير - أبراهام لينكون، الرئيس السادس عشر للولايات المتحدة الأمريكية بالفترة من 1861 إلى 1865.
- 6 أغسطس - ألفريد تنيسون
- 9 نوفمبر - توماس رايت، إحاثي اسكتلندي.

## وفيات
- توماس بين
- جوزيف هايدن
- دوق بورتلاند